# Drassyllus huachuca
Drassyllus huachuca är en spindelart som beskrevs av Norman I. Platnick och Mohammad U. Shadab 1982. Drassyllus huachuca ingår i släktet Drassyllus och familjen plattbuksspindlar. Inga underarter finns listade i Catalogue of Life.